# STS-78
STS-78 var en flygning i USA:s rymdfärjeprogram, flygningen genomfördes med rymdfärjan Columbia. Den sköts upp från Pad 39B vid Kennedy Space Center i Florida den 20 juni 1996. Efter nästan sjutton dagar i omloppsbana runt jorden återinträdde rymdfärjan i jordens atmosfär och landade vid Kennedy Space Center.